# Oscar Wilde negli Stati Uniti d'America

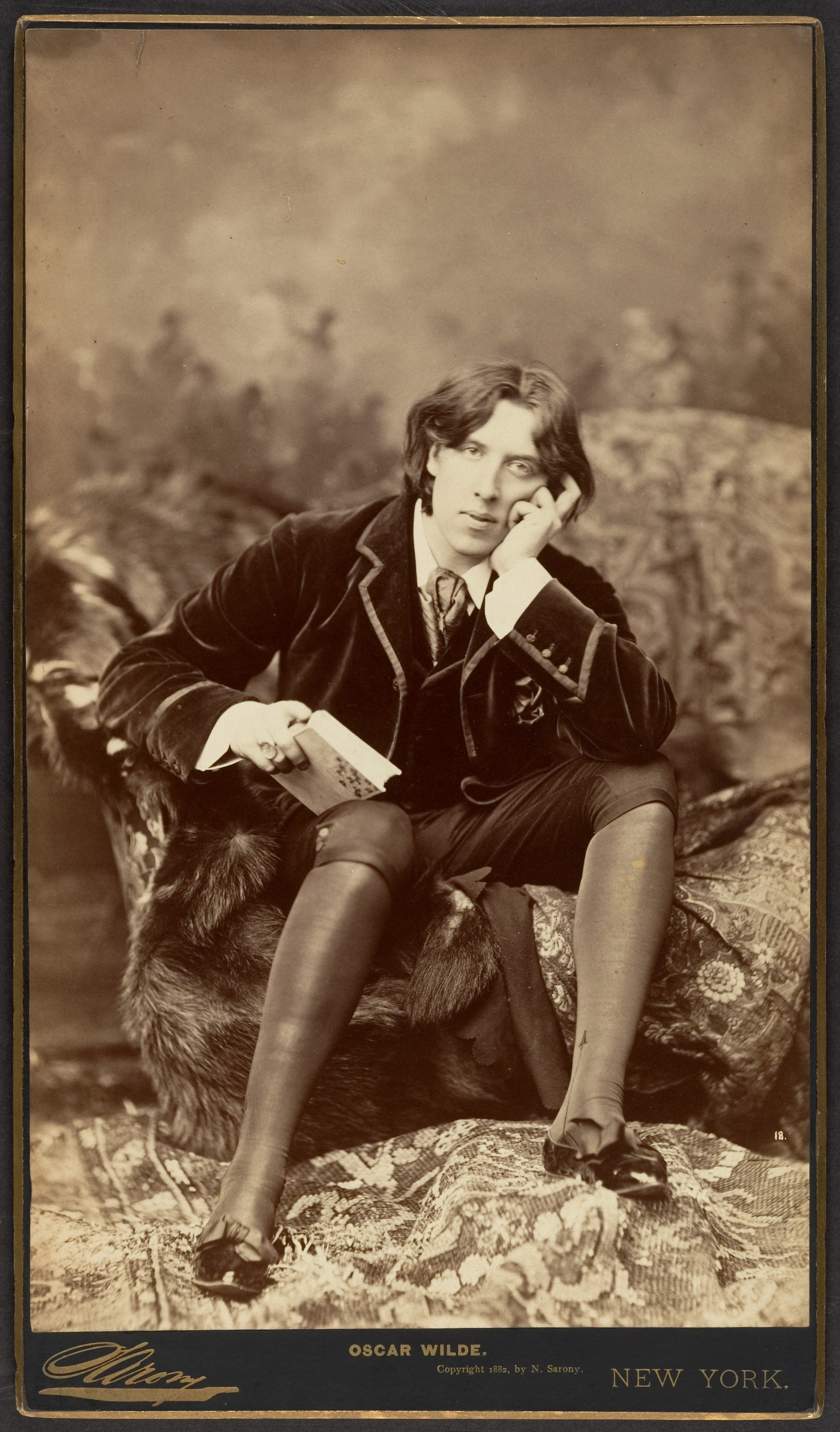
Oscar Wilde, ritratto da Napoleon Sarony, durante il suo soggiorno in America

Oscar Wilde (Dublino, 16 ottobre 1854 – Parigi, 30 novembre 1900) ebbe modo di effettuare durante la sua vita numerosi viaggi sia in Europa che oltre oceano.

## Wilde conferenziere negli USA
((resta soltanto il cielo, scritta nel testo originale in francese ) Oscar Wilde lettera a James McNeill Whistler)
Quando già era divenuto popolare per la sua lingua sferzante, per i suoi modi stravaganti e per la versatile intelligenza, la notorietà dello scrittore irlandese si accrebbe per merito del giornale umoristico Punch, che pubblicò numerose sue caricature indicandolo come uno dei principali rappresentanti dell'estetismo.
La moda dell'estetismo era diffusa a tal punto che, nel 1881, il librettista William Schwenck Gilbert e il musicista Arthur Seymour Sullivan composero un'operetta dal titolo Patience, in cui si parodiavano gli esteti.

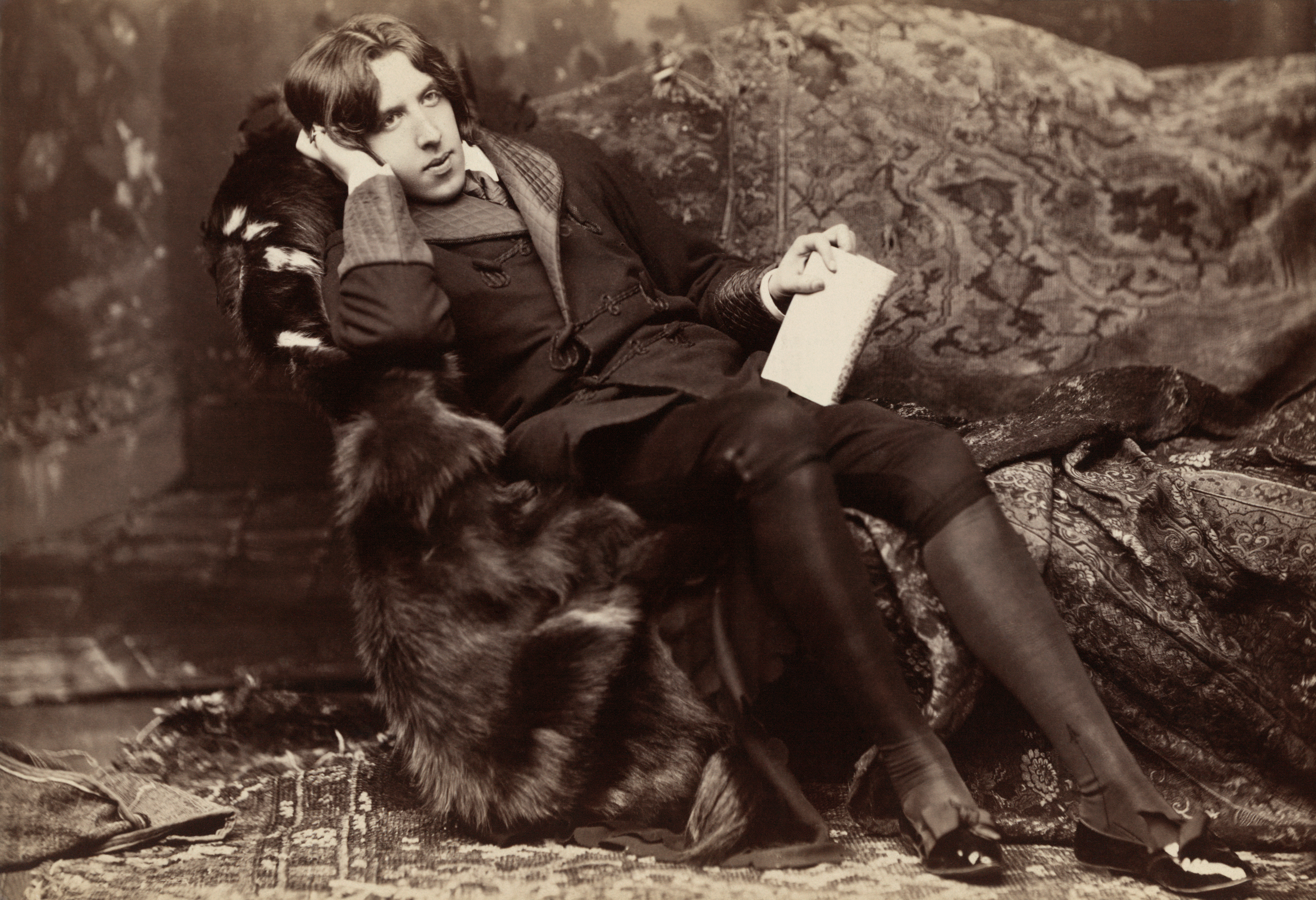
Foto che ritrae Oscar Wilde a New York

La fama di Oscar giunse così sin negli Stati Uniti dove un impresario teatrale, Richard D'Oyly Carte, propose a Wilde un giro di conferenze, con l'intenzione di mostrare da vicino al pubblico americano uno degli esteti che quell'operetta prendeva in giro. Dispiaciuto di non poter assistere alla prima teatrale di Vera, posticipata a data di destinarsi per un attentato in Russia, Wilde senza altri indugi si preparò per la partenza, con un nuovo vestito (con colbacco e pelliccia).
Partito il 24 dicembre 1881 e attraversato l'Oceano con la nave "Arizona", attraccò a New York il 2 gennaio 1882. Appena sbarcato fu assediato dalle domande dei giornalisti che riportarono l'asserzione fatta da Wilde durante il viaggio: "di essere stato deluso dall'Atlantico". Gli americani si sentirono in un certo qual modo offesi e vi fu la reazione di Labouchere che scrisse “sono deluso da Wilde”, firmandosi l'Oceano Atlantico.
Wilde iniziò dunque la sua tournée di conferenze, che durò fino al 27 dicembre 1882, suscitando molta curiosità. Anche nel nuovo continente non si fece mancare personaggi che offesi dalle sue battute urticanti reagirono divenendogli ostili: come quando rispose ad Edmund Gosse, che al primo incontro gli aveva chiesto se l'avesse deluso, affermando che i letterati non deludono, ma le loro opere sì.
Le sue conferenze divertirono gli americani, i quali si appassionarono alle arguzie e alle bizzarrie del personaggio, ridendo alle sue battute, e ironizzando sulla serietà con cui Wilde si presentava considerando la sua visita negli USA come una missione civilizzatrice: rilasciò interviste, proclamò il suo credo artistico ancora abbozzato e l'importanza della satira affermando che per mantenere la mente lucida bisognava opporsi al pensiero retrogrado degli inglesi.
Visitò alcune glorie americane tra cui Walt Whitman, che lo volle incontrare e che per l'occasione inviò una lettera. Wilde fu felice di poter incontrare una persona che ammirava e con cui parlò a lungo (anche confidenzialmente). Wilde raccontò anche di essere stato affettuosamente baciato da Whitman.
Wilde ebbe modo d'incontrare anche il generale Ulysses S. Grant, Louisa May Alcott, Henry Wadsworth Longfellow, al quale sul momento rivolse molti complimenti che in seguito ritirò affermando che lo scrittore poteva piacere solo a chi non capisse nulla della vera poesia. Si rammaricò molto di non aver potuto conoscere Ralph Waldo Emerson, scomparso proprio nel 1882.
Durante il tour americano si fece ripetutamente fotografare da Napoleon Sarony, noto per i suoi ritratti a importanti personaggi.
Rivale ostinato di Wilde fu Archibald Forbes, un giornalista proveniente dalla Scozia che proprio in quel periodo si trovava negli USA per fare conferenze a Baltimora e che osteggiò in tutti i modi Oscar, offendendolo per il suo strambo modo di vestire. Un altro attacco lo ricevette dal suo vecchio amico Bodley, in un articolo non firmato apparso sul New York Times del 21 gennaio 1882.
Appena giunto a Washington Wilde fu completamente ignorato da Henry James, mentre la figlia del giudice Edward G. Loring disse di averlo trovato molto più divertente dello stesso James. Quando Oscar andò a visitare Herny James in albergo gli disse che, in fondo, per lui i paesi in cui si trovava non avevano importanza poiché era come se egli stesse sempre a casa sua. James si risentì poiché poco prima aveva confessato a Wilde la sua nostalgia per Londra.

## A Boston e Rochester
Nella Music Hall di Boston la sera del 31 gennaio si presentarono, oltre a Julia Ward Howe, 60 ragazzi, tutti studenti di Harvard che, per prendere in giro il suo modo di presentarsi, si erano tinti alcune ciocche di capelli di bianco, recando un girasole ciascuno; Oscar allora rispose alla provocazione vestendosi in maniera del tutto normale. Molto diversamente andò a Rochester, il 7 febbraio, dove gli studenti decisero di far confusione in ogni modo, tanto che dovette intervenire la polizia e la conferenza di Wilde dovette essere sospesa.
All'accusa della moglie di Henry Adams di avere un “sesso incerto”, e a quella di essere un “portatore di oscenità” della direttrice del "Women's Journal" Thomas Wentworth Higginson, Wilde non badava proclamandosi «indistruttibile».
Dal 13 maggio Wilde visitò il Canada ove rimase a lungo, tornando infine a New York il 14 ottobre.

## Dal Niagara alle truffe

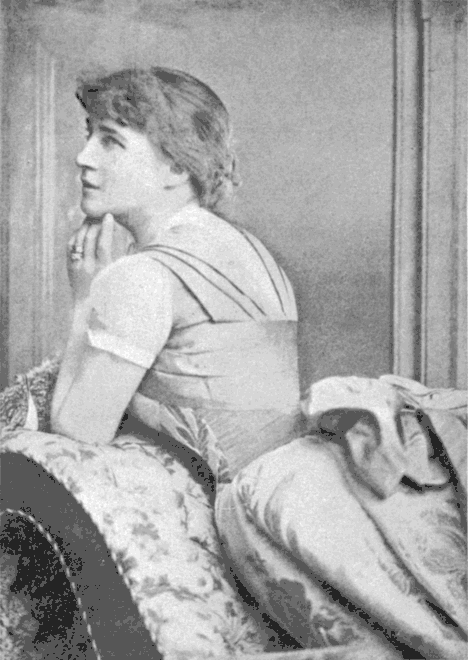
Lillie Langtry, uno degli amori di Oscar Wilde

Di fronte al maestoso spettacolo delle cascate del Niagara Wilde commentò che la visione era veramente impressionante, ma in fondo si trattava solo di acqua che cadeva.

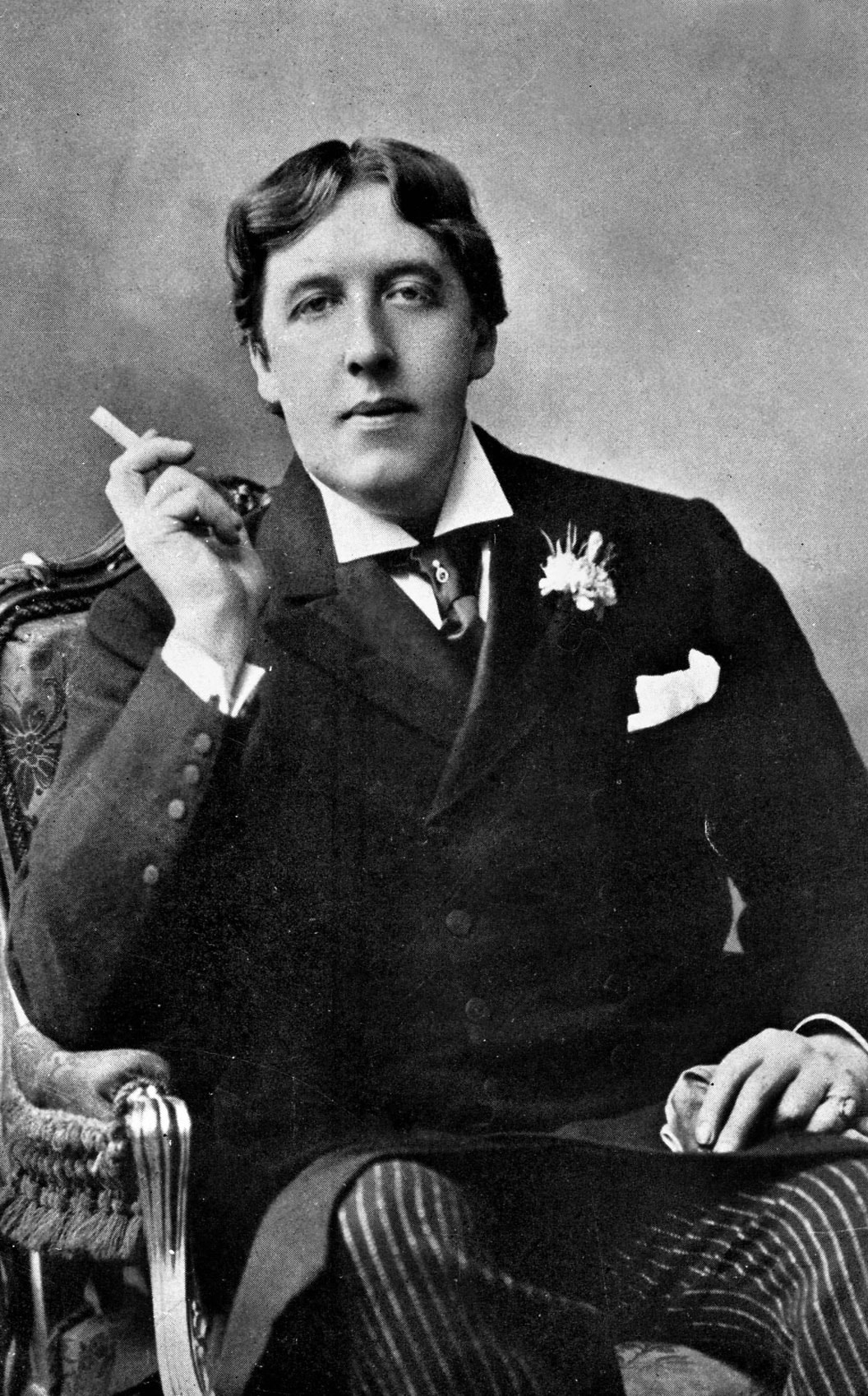
L'immagine proviene dal libro "Oscar Wilde, Volume 1, "His Life and Confessions" di Frank Harris, 1916, New York

Oscar Wilde fu anche vittima di alcune situazioni incresciose come a New York dove fu vittima di una truffa perfettamente organizzata da un noto truffatore del posto, tale Hungry Joe Sellick. Wilde non sporse denuncia e questo gli permise di recuperare parte del maltolto.
Del suo soggiorno in America si raccontano alcuni aneddoti su Wilde come quando inciampò in un manichino e iniziò a scusarsi con esso scambiandolo per una persona. I suoi accompagnatori sorridendo glielo fecero notare, ma lui non si scompose affatto: continuò a dialogare su vari argomenti fingendo che il manichino gli rispondesse.
Wilde si vantò di essere riuscito a far appassionare alla cultura persone che non sapevano nulla di letteratura come risultava chiaro quando lesse dei brani di un'opera di Benvenuto Cellini. Gli astanti gli domandarono perché non avesse portato lo scrittore con sé ed egli rispose loro che non era stato possibile perché quell'artista era morto da tempo. Gli domandarono ancora: «chi gli ha sparato?».
In tutto le conferenze fruttarono a Wilde 18.215,69 dollari, di cui 7.005,06 furono per le spese sostenute. In tutto gli rimase la metà di quanto aveva guadagnato. Dopo aver terminato tutta la serie di conferenze non tornò in Europa ma rimase in America per altri due mesi e mezzo. In quel periodo cambiò varie volte abitazione, dal Fifth Avenue Hotel al Brunswick al 48 dell'11° strada Ovest a Greenwich Village.
Sorprendendo sua madre per il denaro che le inviò e per essersi concesso una pausa dai viaggi, poiché Wilde aveva dato per certa una sua partenza per l'Australia un paese, come egli diceva, che sul mappamondo sembrava così brutto e che forse egli avrebbe potuto trasformarlo in qualcosa di bello. Il vero motivo della sua mancata partenza, di cui evitò di parlare con la madre per evitare inutili allarmismi, era stato invece un attacco di malaria.
Lillie Langtry arrivò negli USA poco dopo e Wilde fu felice di accoglierla e di farla immortalare dal fotografo Sarony sullo sfondo di scena delle cascate del Niagara. Vide la Langtry esibirsi al Wallack's Theatre il 6 novembre in un'opera di Tom Taylor e fu prodigo di complimenti in una sua recensione teatrale. Wilde sapeva bene che il successo della rappresentazione era merito anche dello sceneggiatore Steele MacKaye, che come Wilde aveva portato un'aria nuova nel teatro con le sue invenzioni scenografiche.
Mackaye avrebbe voluto mettere in scena le due opere di Wilde: Vera o i nichilisti e la duchessa di Padova, rendendole, come egli diceva, immortali.
Quando il 27 dicembre 1882 Wilde lasciò l'America i giornali definirono la sua avventura americana un fallimento.